# 海難救助隊
海難救助隊（かいなんきゅうじょたい）は、海上（主に沿岸地域）における船舶等の海難事故や遭難者が出た場合に救助（海難救助）するために組織された団体。大抵の場合はNPO団体が運営している。
海難救助は、本来であれば海上保安庁の潜水士や羽田特殊救難基地に所属する隊員や各管区の機動救難士が行うべき業務のひとつであるが、日本においては国土全体が海に囲まれており、領海内における警備活動も行わなければならず、海上保安庁だけでは賄うことができないため、沿岸の有志が補助的な役割を行うこととなる。結果的には海難救助においては非営利団体である海難救助隊の役割が大きい。また、海上保安庁からの要請で出動する航空自衛隊の救難隊も大きな役割を担っている。
日本においては各沿岸地域において各々の海難救助隊が組織されている。通常時は、沿岸地域の漁業・海運関係者や海洋レジャー客に防災活動や啓蒙活動を行ったりしている。

## 各地域の海難救助隊
- 三河湾伊勢湾海難救助隊
- 神奈川海難救助隊
- 新潟海難救助隊

- 熊本県海難救助隊

なお、「海難救助隊」という名称ではないものの、全国法人である公益社団法日本水難救済会の下に40の地方水難救済会が設けられ、各地域で海難救助を行っている。